# Triangle noir du Quercy
Pour les articles homonymes, voir Triangle noir (homonymie).
Le triangle noir du Quercy fait référence à une zone de France métropolitaine dont le ciel nocturne est relativement épargné par la pollution lumineuse due à l'éclairage des agglomérations et des voies de communication. 

## Origine du triangle noir du Quercy
Cette zone tire son origine de la publication en 2002 d’une carte de France de la pollution lumineuse, par le mensuel d'astronomie Ciel & Espace : cette carte faisait apparaître une zone triangulaire d’assombrissement présumé du ciel nocturne au cœur des causses du Quercy, sur le territoire du parc naturel régional, entre Labastide-Murat, Livernon et Sauliac-sur-Célé.
Cette publication et la plutôt bonne qualité de profondeur et de limpidité de ses nuits (pour une zone hors haute-montagne) lui ont valu d'être reconnue comme une zone d'observation astronomique de première qualité et ont poussé, dès 2003, le club d'astronomie de Gigouzac à organiser les Rencontres astronomiques du Ciel Noir en Quercy. 

## Remise en cause et conséquences de la publication
Le caractère exceptionnel en France de cette zone a très rapidement été remis en cause, la tache noire qui apparaissait sur la carte d'origine étant vraisemblablement due à un artéfact numérique, et les cartes, de meilleure résolution, apparues dans les années qui suivirent ne matérialisant plus de zone noire dans cette région.
Le territoire couvert par le triangle noir reste néanmoins relativement peu contaminé par la pollution lumineuse et la publication de 2002 a sensibilisé les territoires de cette zone et des zones environnantes à la préservation, à la valorisation du ciel nocturne et à la réductions des émissions lumineuses, par exemple par le remplacement des luminaires existants par des installations générant moins d’éparpillement lumineux, par l’extinction des villages durant une partie de la nuit, et par une réduction des éclairages touristiques et publicitaires.
Si l’information partait initialement d’une donnée erronée, elle a généré localement une sensibilisation soudaine et durable à la pollution lumineuse, et un enthousiasme et des initiatives si positives que dix communes sont désormais distinguées par le label « Villes et villages étoilés ».
Ici comme ailleurs la pollution lumineuse a aussi progressé, mais elle a néanmoins diminué en deuxième partie de nuit du fait de l’extinction des éclairages publics des communes.